# 裂盾目
裂盾目（学名：Schizomida）又稱短尾鞭蠍目、裂体目，为節肢動物門蛛形纲的一个目，其下的物種也稱裂盾蝎、短尾鞭蠍。
裂盾目与疣戮目（Thelyphonida）构成尾臀类（Uropygi），进一步与钝臀目（Amblypygi）构成触足类（Pedipalpi）。
中国一共记录四种（陈樟福 & 宋大祥, 1996）：Apozomus sauteri (Kraepelin, 1911)、Apozomus zhensis (Chen & Song, 1996)、Bamazomus siamensis (Hansen & Sørensen, 1905)、† Calcitro oplonis Lin, 1988。

## 下级分类
- †蹴盾科 Calcitronidae Petrunkevitch, 1945b
- 裂盾蛛科 Hubbardiidae Cook, 1899
- 原裂盾蛛科 Protoschizomidae Rowland, 1975